# Makro-Altaisch

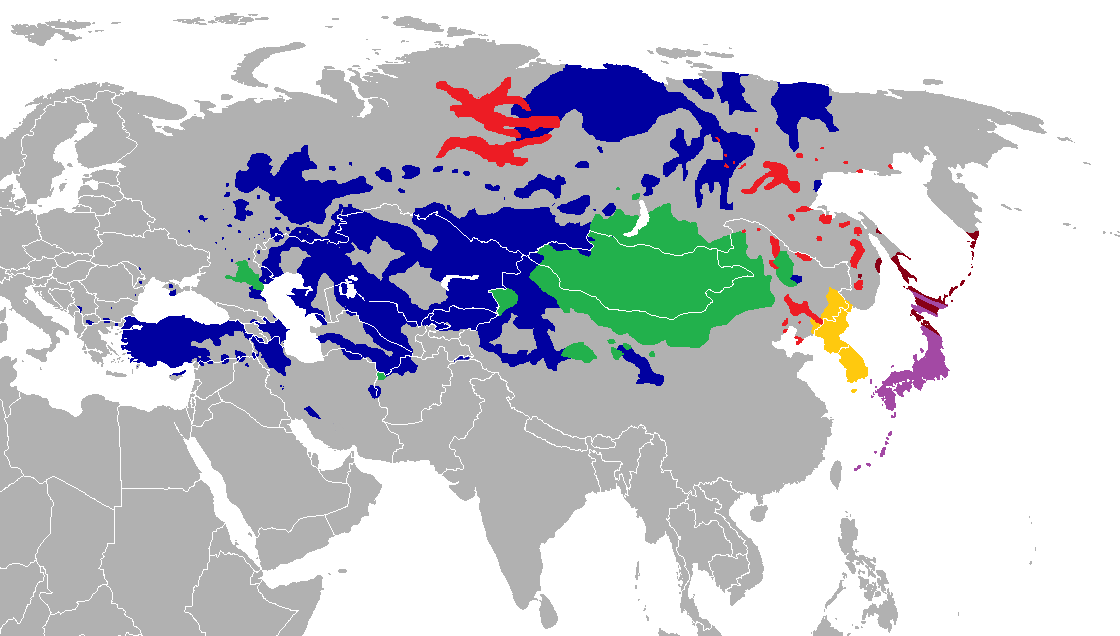
Die postulierte makro-altaische Sprachfamilie.

Makro-Altaisch oder Nordostasiatischer Sprachbund ist eine Gruppe eurasisch-sibirischer Sprachen, die folgende Sprachfamilien und Einzelsprachen umfasst:
- Nordostasiatisch nach Hattori (1964)
  - Ainu
  - Altaische Sprachen
    - Mongolische Sprachen
    - Tungusische Sprachen
    - Turksprachen

  - Japanisch-Ryūkyū
  - Koreanisch

Lange umstritten war die Frage, ob es sich beim Makro-Altaischen um eine genetische Einheit (Sprachfamilie) oder nur um einen Sprachbund typologisch ähnlicher Sprachen mit arealen Kontakten handelt. Stand der Wissenschaft in der Linguistik ist, dass (wie auch bei jeder anderen Version der altaischen Hypothese) keine genetische Einheit vorliegt, sondern ein Sprachbund (bestehend aus den sechs allgemein anerkannten, unumstrittenen, eigenständigen genetischen Einheiten Turksprachen, Mongolisch, Tungusisch, Koreanisch, Japanisch-Ryūkyū und Ainu). Alexander Vovin beurteilt Versuche, das Japanische mit den altaischen Sprachen in Verbindung zu bringen, als abwegig und wissenschaftlich wertlos.
Diese Thematik wird im Artikel Altaische Sprachen behandelt.